# Julián Esteban Hernández
Julián Esteban Hernández, Béjar (Salamanca) fue un político español, procurador a Cortes durante el período franquista.

## Biografía
Obrero de la industria textil. Militante falangista salmantino, fue presidente de La Unida, organización obrera de Béjar durante la Segunda República.
Fue procurador de representación sindical en la I Legislatura de las Cortes Españolas (1943-1946) por los obreros del Sindicato Nacional Textil.